# Sebastiano Sanzarello
Sebastiano Sanzarello (ur. 6 lipca 1952 w Mistretcie) – włoski polityk, lekarz, były senator i poseł do Parlamentu Europejskiego.

## Życiorys
Z wykształcenia lekarz, specjalista w zakresie chirurgii i urologii. Był doradcą w administracji prowincji do spraw społecznych. W latach 90. wykonywał mandat posła do Sycylijskiego Zgromadzenia Regionalnego, pełnił też funkcję regionalnego asesora odpowiedzialnego za sprawy zdrowotne. Działał w Chrześcijańskiej Demokracji, a po jej rozwiązaniu w Forza Italia. Z listy tego ugrupowania uzyskał mandat do włoskiego Senatu XIV kadencji (2001–2006).
W trakcie kadencji przeszedł do Unii Chrześcijańskich Demokratów i Centrum, został wiceprezesem tego ugrupowania. Z listy UDC kandydował bez powodzenia w wyborach europejskich w 2004. W 2006 wszedł ponownie do parlamentu sycylijskiego. Mandat europosła objął w 2008 w miejsce Raffaele Lombardo. Był członkiem grupy chadeckiej, Komisji Wolności Obywatelskich, Sprawiedliwości i Spraw Wewnętrznych oraz Komisji Rolnictwa i Rozwoju Wsi. Wkrótce odszedł z UDC, popierając współpracę z formacją Silvia Berlusconiego. W 2009 bez powodzenia ubiegał się o reelekcję z ramienia Ludu Wolności.